# Neobisium minutum
Neobisium minutum es una especie de arácnido del orden Pseudoscorpionida de la familia Neobisiidae.

## Distribución geográfica
Se encuentra en Polonia y Hungría.